# The Great British Bake Off
The Great British Bake Off (en español: El Gran Pastelero Británico) es un programa de televisión gastronómico británico que busca al mejor pastelero amateur del país. El programa es transmitido actualmente por Channel 4, conducido por Noel Fielding y Matt Lucas y tiene como jurado a Paul Hollywood y Prue Leith. Además, cuenta con 11 temporadas, lo que suma en total 104 episodios. 
Inicialmente el programa era transmitido por BBC Two, y luego por BBC One. Además, era conducido por Sue Perkins y Mel Giedroyc, junto a los jueces Mary Berry y Paul Hollywood, hasta la séptima temporada. Desde la octava hasta la décima temporada, el programa fue conducido por Noel Fielding y Sandi Toksvig. En la undécima temporada Matt Lucas pasó a acompañar a Noel Fielding en la conducción. Paul Hollywood y Prue Leith son los jurados desde la temporada 8 hasta la actualidad.

## Formato
El formato del programa, es encontrar al mejor pastelero del país a través de una serie de desafíos semanales, los cuales, al final de cada episodio terminaran con un eliminado. En cada episodio, los concursantes tienen tres desafíos:
- Signature Challenge: en este desafío los concursantes pueden preparar sus platos a modo de libre elección, para luego ser evaluado por el jurado y ver quienes ganan y pierden.
- Technical Challenge: en el segundo desafío, los perdedores del desafío anterior, deben preparar platos que serán elegidos por los jueces, además de tener dificultades para poder realizar estos platos. A los participantes se les da la misma receta y no se les informa de antemano cuál será el desafío. Los productos terminados son juzgados y clasificados del peor al mejor.
- Showstopper Challenge: en este último desafío, los concursantes perdedores del desafió anterior, deben preparar los últimos platos y de ellos los jueces determinan al eliminado/a.

## Temporadas
| Temporada | Episodios | Estreno                  | Final                    | Ganador/a         | Presentadores               | Jueces                    | Canal     |
| --------- | --------- | ------------------------ | ------------------------ | ----------------- | --------------------------- | ------------------------- | --------- |
| 1         | 6         | 17 de agosto de 2010     | 21 de septiembre de 2010 | Edd Kimber        | Sue Perkins Mel Giedroyc    | Mary Berry Paul Hollywood | BBC Two   |
| 2         | 8         | 14 de agosto de 2011     | 4 de octubre de 2011     | Joanne Wheatley   | Sue Perkins Mel Giedroyc    | Mary Berry Paul Hollywood | BBC Two   |
| 3         | 10        | 14 de agosto de 2012     | 16 de octubre de 2012    | John Whaite       | Sue Perkins Mel Giedroyc    | Mary Berry Paul Hollywood | BBC Two   |
| 4         | 10        | 20 de agosto de 2013     | 22 de octubre de 2013    | Frances Quinn     | Sue Perkins Mel Giedroyc    | Mary Berry Paul Hollywood | BBC Two   |
| 5         | 10        | 6 de agosto de 2014      | 8 de octubre de 2014     | Nancy Birtwhistle | Sue Perkins Mel Giedroyc    | Mary Berry Paul Hollywood | BBC One   |
| 6         | 10        | 5 de agosto de 2015      | 7 de octubre de 2015     | Nadiya Hussain    | Sue Perkins Mel Giedroyc    | Mary Berry Paul Hollywood | BBC One   |
| 7         | 10        | 24 de agosto de 2016     | 26 de octubre de 2016    | Candice Brown     | Sue Perkins Mel Giedroyc    | Mary Berry Paul Hollywood | BBC One   |
| 8         | 10        | 29 de agosto de 2017     | 31 de octubre de 2017    | Sophie Faldo      | Noel Fielding Sandi Toksvig | Paul Hollywood Prue Leith | Channel 4 |
| 9         | 10        | 28 de agosto de 2018     | 30 de octubre de 2018    | Rahul Mandal      | Noel Fielding Sandi Toksvig | Paul Hollywood Prue Leith | Channel 4 |
| 10        | 10        | 27 de agosto de 2019     | 29 de octubre de 2019    | David Atherton    | Noel Fielding Sandi Toksvig | Paul Hollywood Prue Leith | Channel 4 |
| 11        | 10        | 22 de septiembre de 2020 | 24 de noviembre de 2020  | Peter Sawkins     | Noel Fielding Matt Lucas    | Paul Hollywood Prue Leith | Channel 4 |

## Versiones internacionales
The Great British Bake Off se emite en muchos países y su franquicia se ha vendido a 196 territorios a partir de 2015, convirtiéndose en el tercer formato más exitoso de BBC después de Strictly Come Dancing y The Weakest Link. Muchos de estos programas han tenido éxito. El formato infantil Junior Bake Off también se vendió a Tailandia.
Las versiones internacionales, son las siguientes:
Leyenda
| Próximamente tendrá una temporada. Fuera de emisión actualmente. En emisión actualmente. |

| País      | Título local                      | N.º Temporadas | Canal                       | Estreno                  |
| --------- | --------------------------------- | -------------- | --------------------------- | ------------------------ |
| Argentina | Bake Off Argentina                | 3              | Telefe                      | 8 de abril de 2018       |
| Argentina | Bake Off Famosos Argentina        | 1              | Telefe                      | 30 de septiembre de 2024 |
| Australia | The Great Australian Bake Off     | 4              | Nine Network LifeStyle Food | 9 de julio de 2013       |
| Bélgica   | De MeesterBakker                  | 1              | Vtm                         | 4 de abril de 2012       |
| Brasil    | Bake Off Brasil                   | 9              | SBT Discovery Home & Health | 26 de julio de 2015      |
| Brasil    | Bake Off SBT                      | 3              | SBT Discovery Home & Health | 23 de diciembre de 2017  |
| Brasil    | Júnior Bake Off Brasil            | 3              | SBT Discovery Home & Health | 6 de enero de 2018       |
| Brasil    | Bake Off Celebridades             | 3              | SBT Discovery Home & Health | 20 de febrero de 2021    |
| Canadá    | The Great Canadian Baking Show    | 2              | CBC                         | 1 de noviembre de 2017   |
| Chile     | Bake Off Chile                    | 1              | Chilevisión                 | 6 de agosto de 2018      |
| Dinamarca | Den store bagedyst                | 6              | DR1                         | 28 de agosto de 2012     |
| España    | Bake Off España                   | 1              | Cuatro                      | 6 de marzo de 2019       |
| España    | Bake Off: Famosos al horno        | 3              | Amazon Prime Video          | 16 de diciembre de 2021  |
| España    | Bake Off: Famosos al horno        | 3              | La 1                        | 11 de enero de 2024      |
| Estonia   | Eesti parim pagar                 | 2              | TV3                         | 31 de agosto de 2015     |
| Finlandia | Koko Suomi leipoo                 | 3              | MTV3                        | 24 de septiembre de 2013 |
| Francia   | Le Meilleur Pâtissier             | 6              | M6 RTL-TVI                  | 24 de septiembre de 2013 |
| Italia    | Bake Off Italia - Dolci in forno  | 7              | Real Time                   | Noviembre de 2013        |
| Kenia     | Bake Off Kenia                    | 1              |                             | 2019                     |
| México    | El gran pastelero Bake Off México | 1              | HBO Max                     | 13 de octubre de 2021    |
| Portugal  | Bake Off Portugal                 | 5              |                             | 22 de mayo de 2016       |
| Uruguay   | Bake Off Uruguay                  | 2              | Canal 4                     | 26 de agosto de 2021     |